# Linea IRT White Plains Road
La linea White Plains Road (a volte indicata come linea WPR) è una linea ferroviaria della metropolitana di New York. Fa parte della Divisione A e serve la parte centrale del Bronx, andando da 241st Street a 149th Street.
È la seconda linea più trafficata del Bronx, dopo la linea IRT Jerome Avenue.

## Storia
La prima parte della linea, che va dalla fine della linea IRT Lenox Avenue alla stazione di 180th Street-Bronx Park, venne costruita come parte del Contrac 1. Venne poi estesa verso da East 177th Street a East 219th Street il 4 marzo 1917.
Nel 1956 la stazione di 180th Street-Bronx Park venne chiusa e demolita, ma i binari di questa stazione sono ancora visibili a nord della stazione di West Farms Square-East Tremont Avenue.
La parte della linea a nord della curva ad esse, da West Farms Square-East Tremont Avenue fino a 241st Street, venne invece costruita come parte del Dual Contracts. La linea venne poi collegata alla linea IRT Dyre Avenue a nord della stazione di East 180th Street.
Per permettere i lavori di sistemazione della stazione di East 180th Street e di sostituzione dei segnali lungo la linea, il servizio espresso, nelle ore di punta, della linea 5 è stato sospeso dal 29 marzo al 3 settembre 2010. Il servizio è stato nuovamente interrotto, per completare la seconda fase del progetto, il 28 marzo 2011 ed è stato poi ripristinato l'8 agosto dello stesso anno.

## Caratteristiche
La linea inizia nella stazione di Wakefield-241st Street, che possiede due binari, una piattaforma ad isola e due piattaforme laterali, attualmente chiuse. Tra questa stazione e quella di Nereid Avenue troviamo invece la connessione con lo scalo di smistamento di 239th Street.
Appena a nord della stazione di Gun Hill Road, quello che resta dell'ormai demolita linea IRT Third Avenue converge nei binari locali, con uno scambio con i binari espressi poco dopo. Questa linea si trovava ad un livello inferiore rispetto alla stazione di Gun Hill Road e poi girava verso ovest.
La linea IRT Dyre Avenue converge invece nei binari locali a nord della stazione di East 180th Street e poi degli scambi permettono ai treni, di questa linea, di raggiungere i binari espressi. Ad ovest di questa unione si trova lo scalo di smistamento di East 180th Street mentre a est quello di Unionport.
Il binari espresso termina invece a nord della stazione di Third Avenue-149th Street, da ora, fino alla fine, la linea possiede solo due binari. In quella zona in passato vi erano anche le connessioni con la linea IRT Third Avenue. Dopo queste connessioni la linea diventa sotterranea.
Subito dopo la stazione di 149th Street-Grand Concourse alcuni binari di questa linea convergono nei binari locali della linea IRT Jerome Avenue. Gli altri binari, attraversano invece il fiume Harlem per mezzo di un tunnel (noto come 149th Street Tunnel) e convergono, poi, nella linea IRT Lenox Avenue.
| Utilizzo | Utilizzo           | Utilizzo                        |
| Linea    | Servizio           | Sezione della linea ferroviaria |
| -------- | ------------------ | ------------------------------- |
|          | Locale             | Tutta                           |
|          | Locale ed espresso | Nereid Avenue - 149th Street    |

## Percorso
| Unknown route-map component "uhKBHFa" |

|  | Unknown route-map component "uhABZg+l" | Unknown route-map component "uhKDSTeq" |

| Unknown route-map component "uhHST" |

| Unknown route-map component "uhHSTACC" |

| Unknown route-map component "uhHST" |

| Unknown route-map component "uhHST" |

| Unknown route-map component "cd" + Unknown route-map component "lhSHI2c2" | Unknown route-map component "cd" + Unknown route-map component "uev-SHI2gr" + Unknown route-map component "lhv-SHI2r(r)" | Unknown route-map component "lhSTR(r)" | Unknown route-map component "d" |

| Unknown route-map component "hdvBHF~LLL" | Unknown route-map component "uexhvBHF" + Unknown route-map component "uv-STR" + Unknown route-map component "lv-ACC" | Unknown route-map component "hdvBHF~RRR" | Unknown route-map component "d" |

| Unknown route-map component "cd" + Unknown route-map component "uexhv-LSHI2r" | Unknown route-map component "uhHST" | Unknown route-map component "cd" |

| Unknown route-map component "uhHST" |

| Unknown route-map component "uhHSTACC" |

|  | Unknown route-map component "uhHST" | Unknown route-map component "uCONT1+f" |

| Unknown route-map component "uBS2c2" | Unknown route-map component "uSHI2gr" + Unknown route-map component "uSTRc2" + Unknown route-map component "lhSTRe@g" | Unknown route-map component "uABZg3" |

| Unknown route-map component "d" | Unknown route-map component "udSTR~L" | Unknown route-map component "udSTR~R" + Unknown route-map component "uABZg+1" | Unknown route-map component "d" | Unknown route-map component "uSTRc4" + Urban non-passenger station/depot on track |

| Unknown route-map component "d" | Unknown route-map component "uvDST-STR" + Unknown route-map component "uv-SHI4+l" | Unknown route-map component "udSTRc2" + Unknown route-map component "uv-SHI4r" | Unknown route-map component "udSTR3" |

| Unknown route-map component "d" | Unknown route-map component "uvÜSTl" | Unknown route-map component "udSTR+1" | Unknown route-map component "udSTRc4" |

|  | Unknown route-map component "udKDSTe" | Unknown route-map component "uvÜSTl" |  |

|  | Urban straight track + Unknown route-map component "uBS2c1" | Unknown route-map component "uBS2+r" |

|  | Unknown route-map component "lhSTRa@f(r)" + Unknown route-map component "lhSTR+l(l)" + Unknown route-map component "uACC" | Unknown route-map component "lhSTRa@g(l)" + Unknown route-map component "lhSTR+r(r)" + Unknown route-map component "ueHST" |

|  | Unknown route-map component "uhSTR" | Unknown route-map component "uxmENDE" + Unknown route-map component "lhSTR" |

| Unknown route-map component "uexhKHST2" | Unknown route-map component "uehSTR+hc3" | Unknown route-map component "exhCONT2+g" |

| Unknown route-map component "uexhSTRc1" | Unknown route-map component "uehABZg+4" |  |

|  | Unknown route-map component "uehABZg+l" | Unknown route-map component "uexhKDSTeq" |

| Unknown route-map component "uhHST" |

| Unknown route-map component "uhHST" |

| Unknown route-map component "uhHST" |

| Unknown route-map component "uhHSTACC" |

| Unknown route-map component "uhHST" |

| Unknown route-map component "uhHST" |

| Unknown route-map component "uexhLSTR" | Unknown route-map component "uhHST" |  |

| Unknown route-map component "uexhKRWg+l" | Unknown route-map component "uehKRWgr" |  |

| Unknown route-map component "uexhCONTf" | Unknown route-map component "uhtSTRa" |  |

| Unknown route-map component "utACC" |

| Unknown route-map component "utCONT2" | Urban tunnel straight track |  |

| Unknown route-map component "utSTRc1" | Unknown route-map component "utSTR2+4" + Urban tunnel station on track | Unknown route-map component "utSTRc3" |

|  | Unknown route-map component "utABZgl" + Unknown route-map component "utSTRc1" | Unknown route-map component "utABZ2+4r" + Unknown route-map component "ulCONTf2" |

| Unknown route-map component "dWASSERq" | Unknown route-map component "utKRZW" | Unknown route-map component "dWASSERq" |

| Unknown route-map component "utCONT2" | Urban tunnel straight track + Unknown route-map component "utSTRc3" |  |

| Unknown route-map component "utSTRc1" | Unknown route-map component "utABZ2+4g" | Unknown route-map component "utSTRc3" |

|  | Unknown route-map component "utSTRc1" | Unknown route-map component "utCONT4" |